# Tom Vaughan-Lawlor
Tom Vaughan-Lawlor est un acteur irlandais né en novembre 1977 à Dundrum.

## Théâtre
- 2011 : Les Liaisons dangereuses : Alezan, mise en scène Gérald Garutti, Royal Shakespeare Company

## Filmographie

### Cinéma
- 2006 : The Tiger's Tail : Larry Cooney
- 2007 : Jane : Robert Fowle
- 2011 : Foxes : James
- 2011 : All My Sons : Frank Lubey
- 2016 : Infiltrator : Steve Cook
- 2016 : Le Testament caché : McCabe
- 2017 : Daphné : Joe
- 2017 : Les Évadés de Maze : Larry Marley
- 2017 : The Cured : Conor
- 2018 : Avengers: Infinity War : Ebony Maw
- 2018 : Citizen Lane : Hugh Lane
- 2019 : Avengers: Endgame : Ebony Maw
- 2019 : Rialto : Colm
- 2024 : The Book of Clarence de Jeymes Samuel

### Télévision
- 2010-2014 : Love/Hate : Nidge (28 épisodes)
- 2013 : Peaky Blinders : Byrne (1 épisode)
- 2015 : Charlie : P.J. Mara (3 épisodes)
- 2016 : Trial of the Century : Padraig Pearse (3 épisodes)
- 2016 : L'Agent secret : Michaelis (3 épisodes)
- 2019 : Dublin Murders : Frank Mackey (8 épisodes)
- 2020 : Frank of Ireland : Peter-Brian (6 épisodes)